# Виртоапеле-де-Сус
Виртоапеле-де-Сус (рум. Vârtoapele de Sus) — село у повіті Телеорман в Румунії. Адміністративний центр комуни Виртоапе.
Село розташоване на відстані 76 км на захід від Бухареста, 26 км на північний захід від Александрії, 111 км на схід від Крайови.

## Населення
За даними перепису населення 2002 року у селі проживали 1278 осіб, усі — румуни. Усі жителі села рідною мовою назвали румунську.